# Schoenus vaginatus
Schoenus vaginatus är en halvgräsart som beskrevs av George Bentham. Schoenus vaginatus ingår i släktet axagssläktet, och familjen halvgräs. Inga underarter finns listade i Catalogue of Life.